# Convenția Națiunilor Unite asupra dreptului mării
Convenția Națiunilor Unite asupra dreptului mării (engleză United Nations Convention on the Law of the Sea, prescurtat UNCLOS) este un  acord internațional care a rezultat din a treia Conferință a Organizației Națiunilor Unite privind dreptul mării (UNCLOS III), care a avut loc între 1973 și 1982. Legea din Convenție definește drepturile și responsabilitățile națiunilor cu privire la utilizarea lor a oceanele lumii, de stabilire a orientărilor pentru întreprinderi, mediul, precum și managementul marin a resurselor naturale. Convenția, încheiată în 1982, a înlocuit patru tratate din 1958. UNCLOS a intrat în vigoare în 1994, la un an după ce Guyana a devenit a 60-a națiune ce a semnat tratatul. Până în ianuarie 2015, 166 de țări și Uniunea Europeană au aderat la convenție.

## Semnarea și ratificarea
Au ratificat
     Au semnat, dar nu au ratificat
     Nu au semnat

Au ratificat
Au semnat, dar nu au ratificat
Nu au semnat

Zonele maritime conform dreptului internațional

Convenția a fost deschisă pentru semnare la 10 decembrie 1982 și a intrat în vigoare la 16 noiembrie 1994, după ratificarea celei a 60-a țară. Convenția a fost ratificată de 167 de părți, care includ 166 de țări (163 de state membre a Națiunilor Unite plus observatorul Națiunilor Unite Palestina, precum și Insulele Cook și Niue) și Uniunea Europeană.
State membre a Națiunilor Unite care au semnat, dar n-au ratificat
- Cambodgia, Columbia, El Salvador, Iran, Coreea de Nord, Libia, Emiratele Arabe Unite
- fără ieșire la mare: Afghanistan, Bhutan, Burundi, Republica Centrafricană, Etiopia, Liechtenstein, Rwanda

State membre a Națiunilor Unite care n-au semnat
- Eritreea, Israel, Peru, Siria, Turcia, Statele Unite ale Americii, Venezuela
- fără ieșire la mare: Andorra, Azerbaijan, Kazahstan, Kârgâzstan, San Marino, Sudanul de Sud, Tadjikistan, Turkmenistan, Uzbekistan

Observatorul Națiunilor Unite Vatican nu a semnat Convenția.